# 앙투안 바토
장앙투안 바토(프랑스어: Jean-Antoine Watteau, 1684년 10월 10일 ~ 1721년 7월 18일)는 프랑스의 화가이다.
발랑시엔 태생으로 처음에는 지방 화가로 활동했지만 18세 때 파리로 가서 페테르 파울 루벤스의 그림을 보고 감동을 받아, 본격적으로 그림을 공부했다. 이 곳에서 그는 17세기 네덜란드와 플랑드르 화가들의 세밀하고 섬세한 자연주의를 터득했고, 뤽상상부르와 루브르 궁에 수집된 위대한 결작들을 연구했다. 와토는 역사와 사회 발전에 대한 날카로운
인식을 바탕으로 로코코 양식에 있어서 페트갈랑트를 그린 최초의 화가 가운데 한 사람이 되었다. 와토는 그늘진 공원과 환희에 찬 풍경을 배경으로 자그마한 인물을 자주 그렸는데, 그의 가볍게 반짝이는 붓질로 인해 인물들은 더욱 우아해 보였다. 그는 주로 당시에 유행하던 이탈리아 희극과 궁정 생활, 병사들의 생활 등을 그렸는데 아름답고 화려하면서도 우수가 깃든 아연화(fêtes galantes)를 창시하여 로코코 미술의 대표적 인물이 되었다. 주요 작품으로 《파리스의 심판》, 《키테라 섬으로의 출항》, 《이탈리아의 희극 연기자》 등이 있다.

## 주요 작품

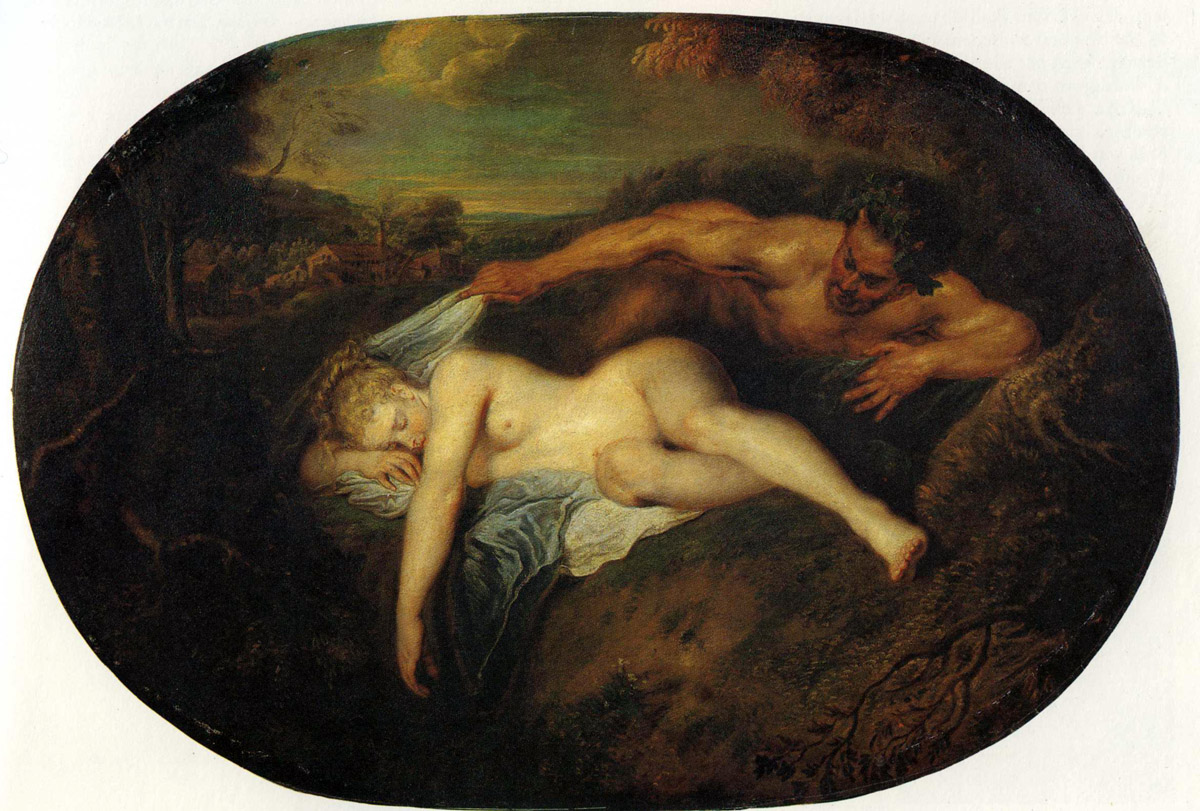
Nymph and Satyr
《키테라 섬으로의 출항》 (1717년 작, 루브르 박물관 소장)
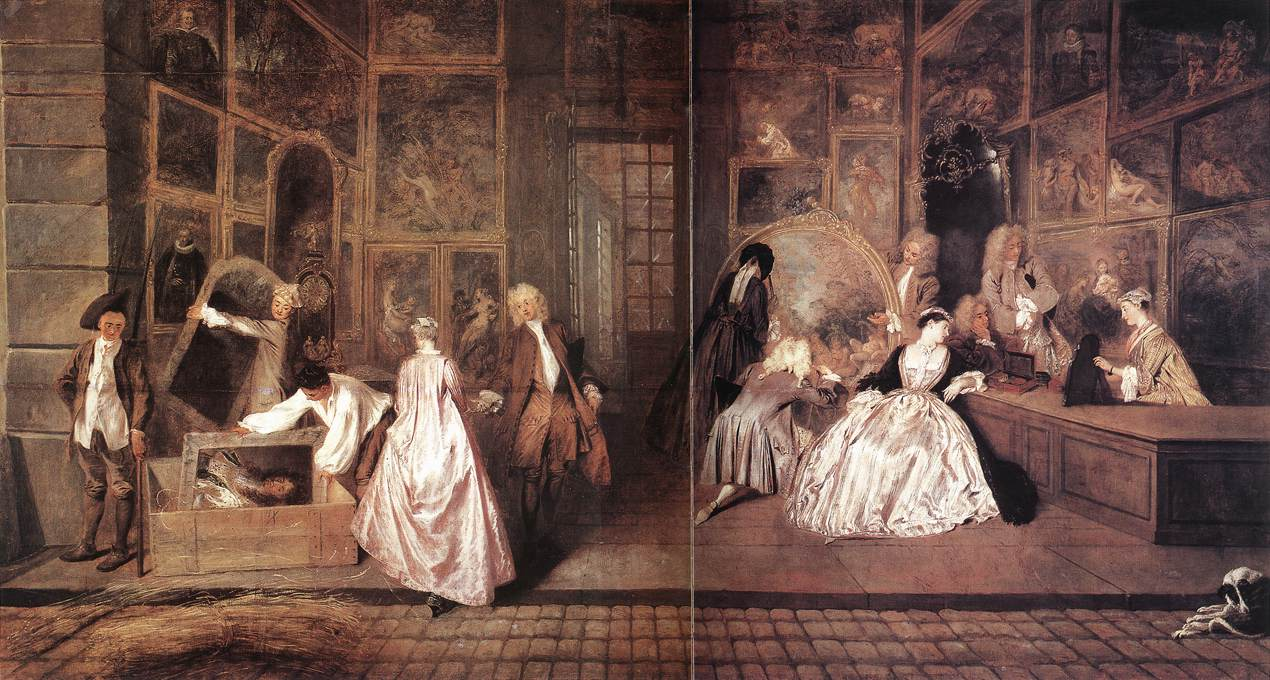
l'Enseigne de Gersaint
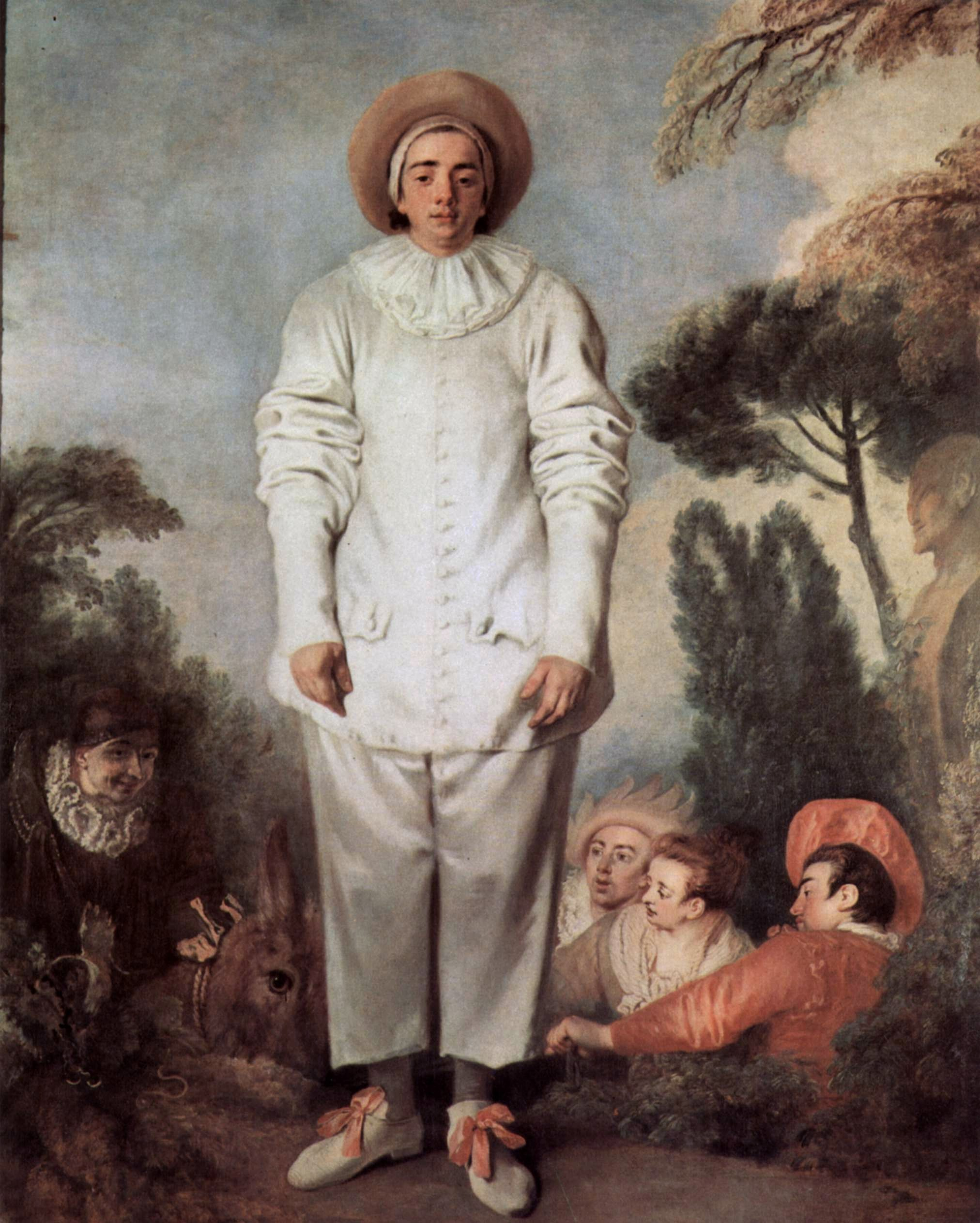
《피에로》